# Paul Kammerer

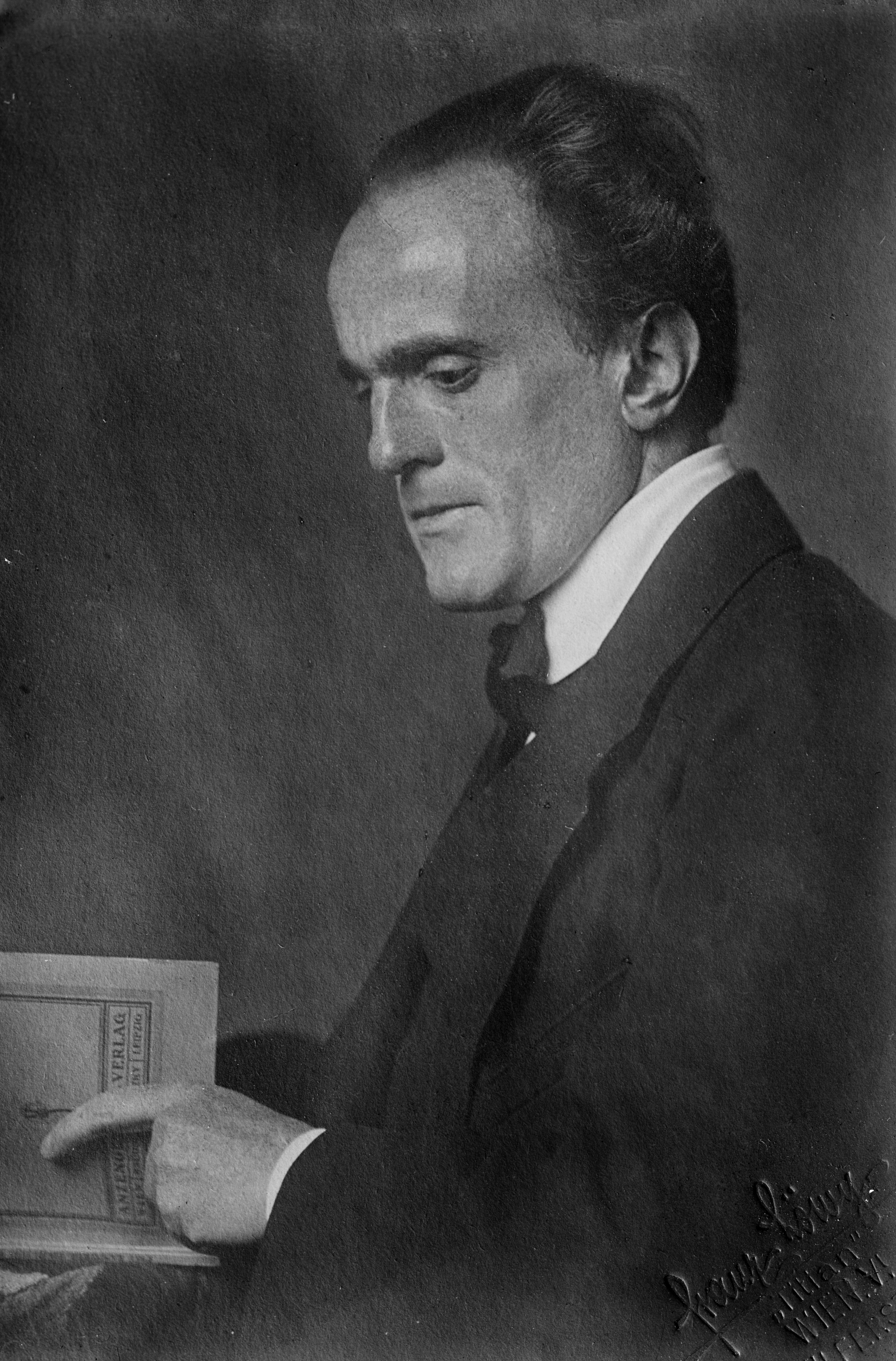
Paul Kammerer

Paul Peter Rudolf Kammerer (* 17. August 1880 in Wien; † 23. September 1926 in Puchberg am Schneeberg) war ein österreichischer Biologe.
Er wurde durch Versuche mit Geburtshelferkröten berühmt, mit denen er die Vererbung erworbener Eigenschaften beweisen wollte. Unter dem Verdacht, seine experimentellen Ergebnisse gefälscht zu haben, nahm er sich das Leben. Ob Kammerer seine Ergebnisse fälschte oder nicht, konnte letztlich nicht erhoben werden. In seinem Abschiedsbrief bestritt er zuletzt weiterhin angebliche Fälschungen.

## Leben

### Herkunft und Studium
Paul Kammerer war der Sohn des Fabrikbesitzers Carl Kammerer in Wien und dessen Frau Sofie und hatte drei Brüder. Früh bewies er ein ungewöhnliches Geschick im Umgang mit Tieren, die elterliche Wohnung verwandelte er in ein Terrarium. Nach der Schule studierte er ab 1899 Zoologie an der Universität Wien. Zusätzlich nahm er am Konservatorium der Gesellschaft der Musikfreunde in Wien von 1900 bis 1901 Unterricht in Kontrapunkt beim renommierten Musikpädagogen Robert Fuchs, dessen Lehre auch Gustav Mahler und Alexander Zemlinsky durchlaufen hatten. Von Biologen wie August Weismann, Fritz Lenz und Ludwig Plate sowie nach eigener Auskunft auch von Kollegen war er als angeblicher „Halbjude“ antisemitischen Angriffen ausgesetzt.

### Biologische Versuchsanstalt

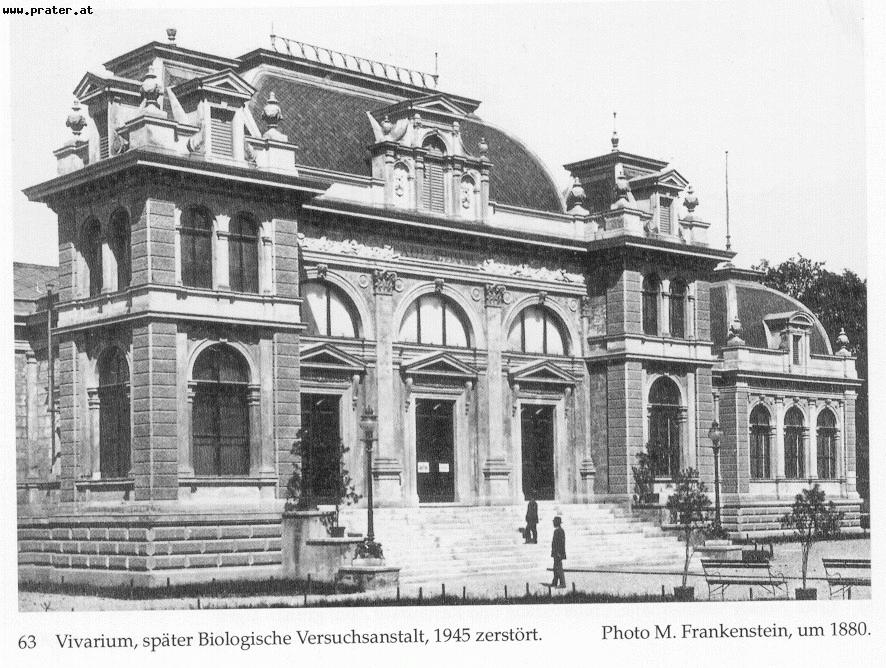
Das Vivarium im Wiener Prater (1880)

1902 wurde Kammerer Adjunkt von Hans Leo Przibram an der Biologischen Versuchsanstalt (dem ehemaligen Vivarium) im Wiener Prater, wo er mit der Einrichtung von Terrarien und Aquarien betraut wurde. Mit den damals modernsten Einrichtungen begann er Amphibien zu züchten. Bald fiel er durch sein Geschick in der Tierzucht auf und konnte erste selbständige Versuche über die Vererbung erworbener Eigenschaften (Lamarckismus) durchführen. Przibram berichtete später:

„Wir suchten bei der Errichtung der biologischen Versuchsanstalt nach einem Mitarbeiter, der die Terrarien und Aquarien anlegen und dem Kleingetier die Anstalt wohnlich machen sollte. Durch einen Zeitungsartikel Kammerers über seine Tierpflege auf ihn aufmerksam gemacht, suchte ich ihn auf und fand einen begeisterten und geschickten Mitarbeiter. In ihm steckte eine Anlage zur musikalischen Betätigung und ein Großteil Künstlernatur ebenso wie die Fähigkeit zur genauesten Naturbeobachtung und insbesondere eine Liebe zu allen lebendigen Geschöpfen, die ich sonst noch an keinem anderen gesehen habe. Hier lag der Angelpunkt seines ganzen Wesens. Er richtete namentlich die für biologische Versuche so wichtige Pflege der Amphibien und Reptilien vorbildlich ein. Ich habe kaum jemanden gekannt, der dafür alle Voraussetzungen so erfüllt hätte wie er. Dies war allerdings nicht unbedingt ein Vorteil, denn der Hauptwert der experimentellen Methode besteht gerade darin, daß unter gleichen Versuchsbedingungen immer wieder dieselben Resultate erzielt und bei Nachprüfung bestätigt werden können. Gelingt es dem Nachuntersucher nicht, die Tiere ebensolange oder ebenso viele Generationen hindurch am Leben zu erhalten wie dem ersten Beobachter, wie soll dann eine Nachprüfung zu einer Bestätigung und dadurch Sicherheit der Befunde führen?“

Bald sagte man Kammerer außergewöhnliche Fähigkeiten im experimentellen Umgang nach, etwa mit Fröschen, und seine Experimente mit der Geburtshelferkröte konnten – obwohl detailliert beschrieben – später von niemandem wiederholt werden. In den Jahren bis 1908 verfasste Kammerer 130 Artikel, Beiträge und Forschungsberichte in der Versuchsanstalt im Prater.
1904 promovierte Kammerer an der Universität Wien und heiratete 1907 Felicitas Maria Theodora von Wiedersperg. Sie bekamen 1907 eine Tochter, die 1908 auf die Namen Maria Lacerta (= Eidechse) getauft wurde. Nach der Scheidung von seiner ersten Frau heiratete Kammerer 1922 die Malerin Anna Walt (die ihn 1924 porträtierte). 
Nach verschiedenen Foto- und Sammelreisen bekam er eine Anstellung als Biologielehrer am Cottage-Lyzeum in Wien-Döbling (1906–1912) und habilitierte sich schließlich 1910 an der Universität Wien.

### Vererbung erworbener Eigenschaften

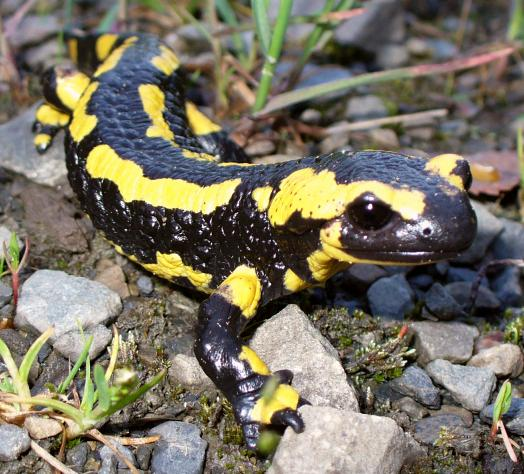
Feuersalamander

Durch seine Arbeit im Vivarium wurde Kammerer bald zu einem bekannten Biologen. Er widmete sich einer Experimenten-Reihe, die den Beweis der Vererbbarkeit erworbener Eigenschaften erbringen sollte, und nannte sie „Beweise für die Vererbung erworbener Eigenschaften durch planmässige Züchtung“. Viele seiner Versuche beruhten auf künstlich veränderten Lebensräumen von Amphibien.
In einer ersten Versuchsserie verwendete er zwei Arten von Salamandern, den schwarzen Alpensalamander Salamandra atra und den gelb-schwarz gefleckten Feuersalamander Salamandra salamandra. Er zwang beide Arten im jeweiligen (gestaltetem) Lebensraum der Gegenseite zu brüten.
Dadurch gelang es ihm, am Feuersalamander Eigenschaften des Alpensalamanders zur Entwicklung zu bringen und umgekehrt. Er sah weiters auch bei den späteren Nachkommen diese Veränderungen auftreten, wie vererbt.
Ihm war scheinbar der Nachweis gelungen, dass Lebewesen, die im Lauf ihres Daseins organische Eigenschaften neu erworben haben, um besser mit ihren Lebensumständen zurechtzukommen, diese auch künftigen Generationen weitervererben konnten. Nicht Darwins Theorie und das Zufallsprinzip der Evolution waren nach Kammerers Entdeckung mithin zutreffend, sondern die Hypothese dessen Vorgängers Lamarck, der in seinen Vererbungsgesetzen behauptet hatte, die Arten würden sich nach dem Prinzip einer systematischen und logischen Umwandlung entwickeln.
Diese Schlussfolgerung besaß große ideologische Bedeutung. Sie hätte dem politischen Bestreben, glückliche Zukunftsgeschlechter heranzuzüchten, eine naturwissenschaftliche Basis verliehen. Rassistische Ideologen behaupteten, Abstammung sei Schicksal. Dem setzte Paul Kammerer entgegen: „Wir sind nicht Sklaven der Vergangenheit, sondern Werkmeister der Zukunft.“
Diese Idee übertrug Kammerer auch auf den Menschen – in einem Vortrag sagte er: „Indem man Kinder gut erzieht, schenken wir ihnen mehr als kurzen Gewinn ihres eigenen Lebens; ein Extrakt davon geht dorthin, wo der Mensch wahrhaft unsterblich ist – in jene wunderbare Substanz, aus der in ununterbrochener Folge die Enkel und Urenkel entstehen.“
Seine Kritik an der Eugenik verschaffte ihm Spott im damals ideologisch stark aufgeladenen biowissenschaftlichen Diskurs. Kammerer geriet zwischen die Fronten eines mit großer Härte ausgetragenen Expertenstreites.
In einer nächsten Versuchsanordnung, die über elf Jahre dauern sollte, züchtete er die schwarzen, gelb gefleckten Salamandra maculosa abwechselnd auf gelber und schwarzer Erde, wobei jeweils die Färbung ihrer Flecken entsprechend dem Untergrund zu- oder abnahm. Wieder setzte sich diese Entwicklung bei den Nachkommen fort.
Kammerer fand auch heraus, dass der blinde Grottenolm Proteus, der in Höhlen lebt und nur rudimentäre Augen besitzt, die tief unter der Haut verborgen liegen, bei einer Aufzucht unter normalem Tageslicht Pigmentflecken, aber keine Sehfähigkeit entwickelt, unter Rotlicht aber große Augen und perfektes Sehvermögen entwickeln kann.

### In der Wiener Gesellschaft
Kammerer gehörte zur besten Wiener Gesellschaft, er war mit vielen Künstlern befreundet und pflegte von seinem Institut aus ein internationales wie interdisziplinäres Netzwerk, das den Dirigenten Bruno Walter, den Soziologen Rudolf Goldscheid, die Komponisten Alban Berg und Franz Schreker, den Philosophen Ludwig Erik Tesar wie auch Albert Einstein umfasste. Er hatte eine Affäre mit der Tänzerin Grete Wiesenthal. Darüber hinaus engagierte er sich in der Freimaurerei.
Vom Biologen Richard Goldschmidt ist folgende Schilderung über Kammerer überliefert:

„Er hatte eine glänzende, wenn auch etwas theatralische Vortragsweise. Außerdem war er gut gewachsen und elegant gekleidet, er wirkte daher mit seiner dunklen Künstlermähne und seinen feinen Gesichtszügen recht imponierend. (…) Er war ein äußerst sensibler, dekadenter, aber hochbegabter Mann, der sich des Nachts nach einem langen Tag im Laboratorium hinsetzte und Symphonien komponierte. Eigentlich war er von Haus aus gar kein Wissenschaftler, sondern was die Deutschen einen ,Aquarianer‘ nennen, ein ‚Amateur‘ (sic!), der Kleintiere züchtet. Darin besaß er denn auch außerordentliches Geschick, und ich halte die Ergebnisse, die er über den direkten Einfluß der Umwelt vorgelegt hat, im großen und ganzen für richtig.“

Kammerer spielte hervorragend Klavier, schrieb Musikkritiken und komponierte selbst Lieder, die im renommierten Simrock-Verlag veröffentlicht wurden. Er war ein großer Verehrer der Musik Gustav Mahlers. Nach Mahlers Tod schrieb er der Witwe am 31. Oktober 1911: „Es ist unbegreiflich, wie man jemanden ohne sexuelle Unterströmung, ohne verwandtschaftliche und eigentlich sogar ohne äußerlich ausgesprochene freundschaftliche Bande so lieb haben kann wie ich Mahler. Denn das war und ist nicht nur Verehrung, Begeisterung für Kunst und Person, das ist Liebe!“

### Alma Mahler
Kammerer verehrte Alma Mahler, die Witwe Gustav Mahlers. Er widmete ihr später das Büchlein Über Erwerbung und Vererbung des musikalischen Talentes. Alma Mahler gehörte für Kammerer zum „seltenen Typus der genialen Wienerin“. Er brachte ihr seine Verehrung in exzessiver Weise dar. Alma schilderte Paul Kammerers Verehrung so: „Wenn ich von einem Sessel aufstand, kniete er nieder und beroch und streichelte den Sesselplatz, auf dem ich gesessen war. Es war ihm dabei ganz egal, ob Fremde im Raume waren, oder nicht. Er war auch durch nichts von solchen Extravaganzen, deren er in Fülle hatte, abzuhalten.“ Kammerer drohte mehrfach, sich am Grab Gustav Mahlers zu erschießen, sollte sie seine Liebe nicht erwidern. 
Im November 1911 schlug er Alma Mahler vor, seine Assistentin zu werden, und eine Zeit lang arbeitete sie für ihn in der biologischen Versuchsanstalt im Wiener Prater. Daran erinnerte sie sich später:

„Nun übergab er mir einen mnemotechnischen Versuch mit Gottesanbeterinnen zu bearbeiten. Er wollte es herausbringen, ob diese Tiere durch die Häutung ihr Gedächtnis verlieren oder ob dieser Akt nur eine oberflächliche Hautreaktion ist. Zu diesem Behuf sollte ich ihnen eine Gewohnheit beibringen. Es misslang insofern, als diesen Viechern nichts recht beizubringen war. Ich musste sie unten im Käfig füttern, da sie a priori immer in der Höhe und im Licht fressen. Der Käfig war unten verdunkelt. Sie waren nicht dazu zu bringen, ihre schöne Gewohnheit, Kammerer zu Liebe, aufzugeben.“

Europäische Gottesanbeterin

Alma musste die Versuchstiere mit Mehlwürmern füttern, „und mir grauste etwas vor dieser Riesenkiste voll sich schlängelnder Würmer. Er sah es, nahm eine Handvoll und steckte die Viecher in den Mund. Er fraß sie laut schmatzend.“
Alma Mahler ließ in ihrer Autobiografie anklingen, dass es bei Kammerers Experimenten im Praterlabor zu Unregelmäßigkeiten gekommen sein könnte: „Er wünschte die Ergebnisse seiner Forschungen so glühend herbei, dass er unbewusst von der Wahrheit abweichen konnte.“

### Das Gesetz der Serie
Im Jahr 1919 veröffentlichte Kammerer das Buch Das Gesetz der Serie. Eine Lehre von den Wiederholungen im Lebens- und Weltgeschehen, dessen Titel sprichwörtlich wurde. In ihm entwickelte er das kausalitätsunabhängige Prinzip der Serialität aufgrund jahrelanger Beobachtungen unerklärlicher Koinzidenzen, die aus persönlichem Erleben stammten (vieles davon mit Zahlen), aus den Erzählungen von Freunden oder aus Zeitungen. Seinen Ausführungen stellte Kammerer eine Sammlung solcher Fallbeispiele voran, etwa: „Am 17. Mai 1917 waren wir bei Schrekers eingeladen. Auf dem Weg dahin kaufe ich meiner Frau bei dem Kanditenstand vor dem Bahnhof Hütteldorf-Hacking Schokoladenbonbons. – Schreker spielt uns aus seiner neuen Oper Die Gezeichneten vor, deren weibliche Hauptrolle CARLOTTA heißt. Nach Hause gekommen, entleeren wir das Säckchen mit den Bonbons; eines davon trägt die (…) Aufschrift CARLOTTA.“
Diese getrennt auftretenden, aber zusammenpassenden Zahlen, Namen und Situationen bezeichnete er als zyklische Vorgänge verschiedener Ordnung und Potenz und entwarf eine eigene Terminologie zur Klassifikation der Serie. Er behauptete, eine Serie sei die gesetzmäßige Wiederholung gleicher oder ähnlicher Ereignisse, die nicht durch dieselbe Ursache verknüpft worden sein können (von „sinnvollen Zufällen“ sprach später sein Biograph Arthur Koestler). Kammerer wollte damit beweisen, dass sich in sogenannten „Zufällen“ ein universelles Naturgesetz manifestiert, das unabhängig von bekannten physikalischen Kausalprinzipien wirkt. Er schrieb:

„Wir haben hingenommen, daß die Summe der Tatsachen jeden ‚Zufall‘ ausschließt oder den Zufall derart zur Regel macht, daß sein Begriff aufgehoben erscheint. Wir gelangen damit zu unserem zentralen Gedanken: Gleichzeitig mit der Kausalität ist im Universum ein akausales Prinzip wirksam. Dieses Prinzip wirkt selektiv auf Form und Funktion ein, um verwandte Konfigurationen in Raum und Zeit zusammenzufügen; und es hängt mit Verwandtschaft und Ähnlichkeit zusammen.“

Kammerer begründete mit seinem Buch die für die Geschichte der Parapsychologie wichtige Theorie der Serialität, sein Prinzip zählt zu den bedeutendsten Vorläufern des Gedankens der Synchronizität bei C. G. Jung und Wolfgang Pauli, der zuvor schon bei Camille Flammarion aufgetaucht war. Jung nimmt in seinem Buch Synchronizität, Akausalität und Okkultismus Bezug auf die Veröffentlichung von Kammerer. Auch Albert Einstein äußerte sich positiv („Originell und durchaus nicht absurd“), und Sigmund Freud ging in seinem Aufsatz Das Unheimliche auf Kammerer ein: „Ein geistvoller Naturforscher (Paul Kammerer) hat vor kurzem den Versuch unternommen, Vorkommnisse solcher Art gewissen Gesetzen unterzuordnen, wodurch der Eindruck des Unheimlichen aufgehoben werden müsste. Ich getraue mich nicht zu entscheiden, ob es ihm gelungen ist.“
Die Standarderklärung für die beobachteten Phänomene verweist auf die natürliche Klumpenbildung bei der Poisson-Verteilung. Unterstellt man z. B. in einer Stadt wie Toronto durchschnittlich 1,5 Morde pro Woche, dann geschehen mit einer Wahrscheinlichkeit von 1,4 % insgesamt fünf Morde in einer einzigen Woche. Mit einer solchen Häufung ist daher alle 71 Wochen oder fast einmal im Jahr zu rechnen.

### Die Geburtshelferkröte

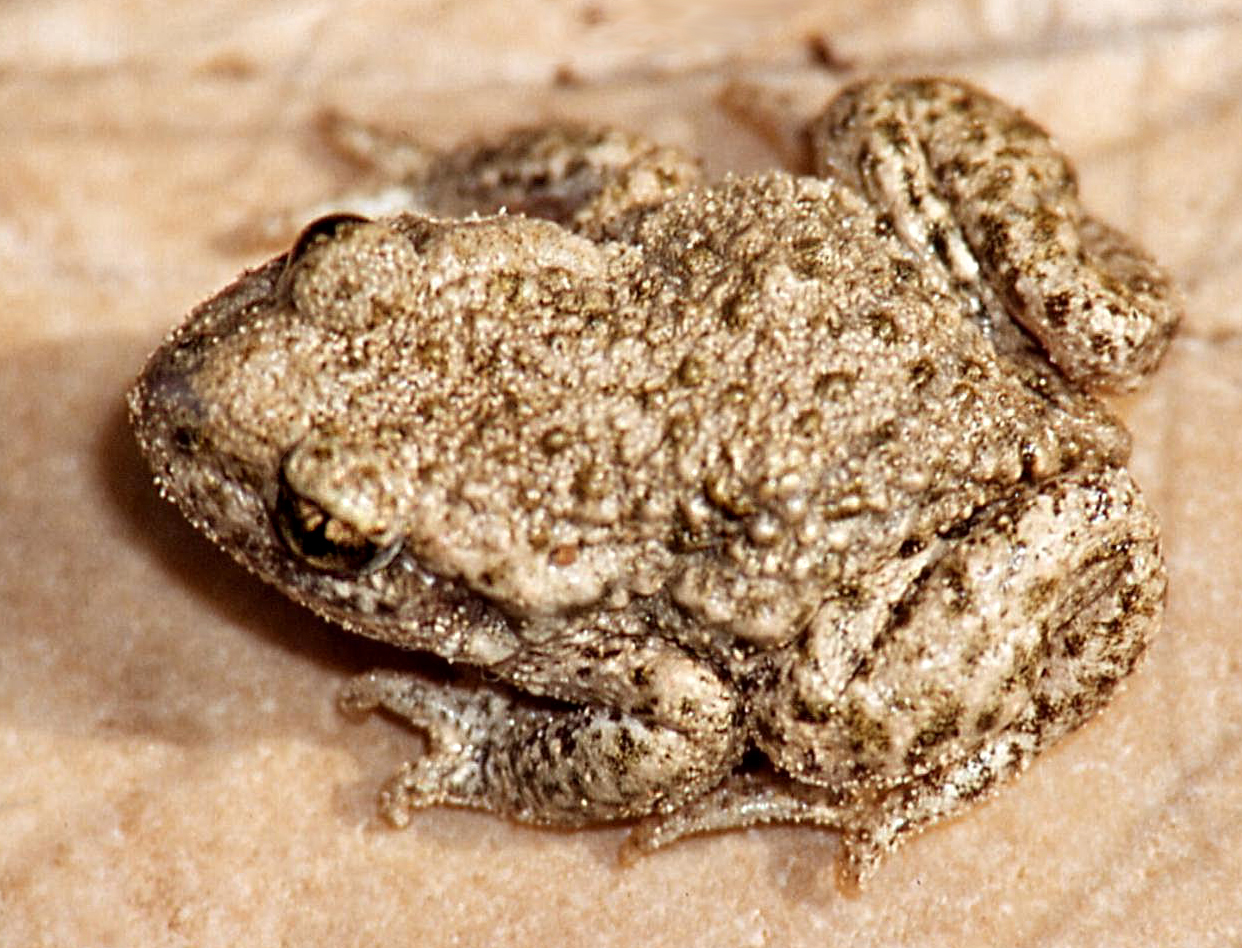
Gemeine Geburtshelferkröte (Alytes obstetricans)

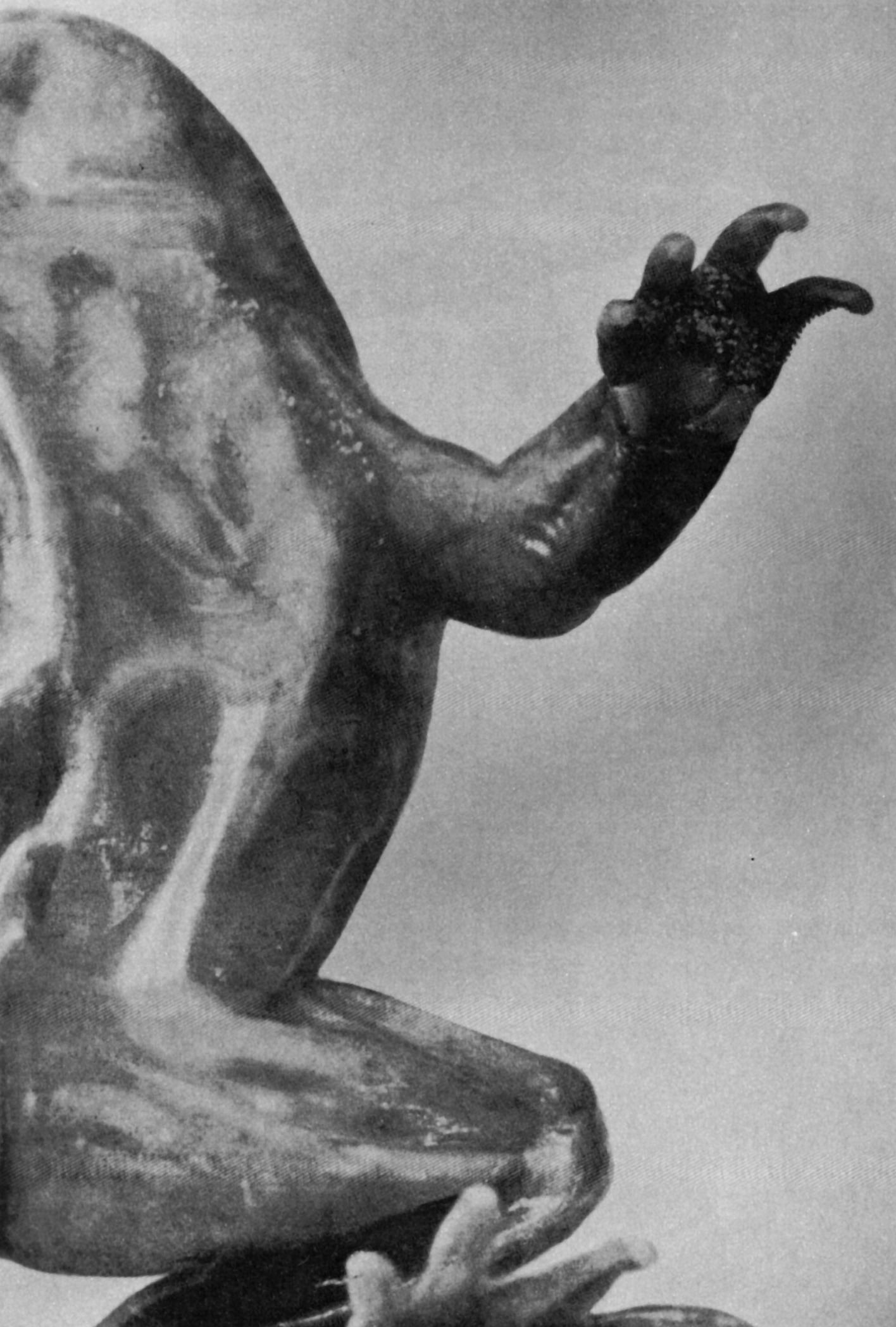
Das letzte Exemplar der fünften Generation der von Kammerer „wassergezüchteten“ Geburtshelferkröte mit den Brunftschwielen

Kammerer setzte Geburtshelferkröten, die sich normalerweise an Land paaren, hohen Temperaturen aus, um sie ins kühle Wasser zu locken. Um beim Amplexus im Wasser nicht vom Weibchen abzurutschen, sollen die Männchen bald Brunft- oder Haftschwielen an den Fingerinnenseiten entwickelt haben – ein Merkmal, das speziell dieser Froschlurch normalerweise nicht aufweist. Die hornigen, dunklen Schwielen sollen sich in Kammerers Versuchsanordnungen dann angeblich auch auf die Nachfahren vererbt haben. Es soll die Züchtung von sechs Generationen der Geburtshelferkröte mit diesem Merkmal gelungen sein, bevor die Linie ausstarb. Aus Begeisterung über diese Entdeckung küsste Kammerer eine Kröte, was ihm den Spitznamen „Krötenküsser“ einbrachte.
1923 unternahm Kammerer Vortragsreisen durch die ganze Welt, seine Forschungsergebnisse wurden als größte biologische Entdeckung der Gegenwart gefeiert, er war der berühmteste Biologe der Welt. Die Vortragsreisen durch die USA gestalteten sich zu Triumphzügen, die New York Times bezeichnete ihn als „nächsten Darwin“.
In Ergänzung zu seinem öffentlichen Auftreten und der damit verbundenen Publicity schrieb Kammerer sein Hauptwerk, das zuerst 1924 in Englisch erschien (The Inheritance of Acquired Characteristics). Das deutsche Original Neuvererbung oder Vererbung erworbener Eigenschaften. Erbliche Belastung oder erbliche Entlastung folgte 1925.
1926 wurde er an die Sowjetische Akademie der Wissenschaften in Moskau berufen, wo er ein Institut für Experimentalbiologie errichten sollte. Seine Entdeckung hatte ihn weltberühmt gemacht, löste aber auch Zweifel in der Fachwelt aus und entfachte erneut die Auseinandersetzung zwischen den Theorien von Lamarck und Charles Darwin. Einer seiner Widersacher, der amerikanische Zoologe Gladwyn Kingsley Noble, Kurator für Reptilien im American Museum of Natural History, reiste schließlich nach Wien, um gemeinsam mit Hans Leo Przibram das letzte noch existierende Präparat der Geburtshelferkröte, die Kammerer als Beweis gedient hatte und das den Krieg unbeschädigt überstanden hatte, zu untersuchen.
Am 7. August 1926 erschien in der englischen Fachzeitschrift Nature ein vernichtender Artikel, in dem Noble die Brunftschwielen der Geburtshelferkröte als simple Fälschung entlarvte. Die Hornhautpunkte hatten sich als unter die Haut gespritzte schwarze Tinte entpuppt, von Kammerer oder einem seiner Mitarbeiter selbst erzeugt. Dies war eine wissenschaftliche Bombe und bedeutete Kammerers Ruin. Die Fälschung stellte sich allerdings als so primitiv und offensichtlich heraus, dass die Frage auftauchte, wie sie der mikroskopischen Prüfung von Dutzenden Wissenschaftlern in den Jahren zuvor entgangen sein konnte. Bis heute gibt es keine Antwort auf die Frage, ob Kammerer wirklich ein Fälscher war oder ob er das Opfer eines Komplotts missgünstiger Kollegen geworden ist. Der chilenische Biologe Alexander Vargas beispielsweise vertritt die Ansicht, dass die Ergebnisse Kammerers epigenetisch, also durch die umweltbedingte Stilllegung bestimmter Gene, erklärt werden können, und plädiert zur weiteren Klärung für neue Experimente an Geburtshelferkröten. Vargas et al. argumentierten im Jahre 2016 ebenfalls, dass kürzliche Funde im Bereich der Epigenetik die These unterstützen, dass Kammerer seine Experimente nicht gefälscht habe und seine Ergebnisse durchaus mit den jüngsten epigenetischen Erkenntnissen in Einklang sind.

### Suizid
Am 22. September 1926 schrieb Kammerer an die Kommunistische Akademie in Moskau einen Brief, in dem er von seinem Posten zurücktrat und gleichzeitig beteuerte, nichts mit den Fälschungen zu tun zu haben, weder mit der verbliebenen Geburtshelferkröte noch mit dem Salamander, an dem ebenfalls Tintenspuren gefunden worden waren. Der Brief schloss:

„Ich sehe mich außer Stande, diese Vereitelung meiner Lebensarbeit zu ertragen und hoffentlich werde ich Mut und Kraft aufbringen, meinem verfehlten Leben morgen ein Ende zu bereiten.“

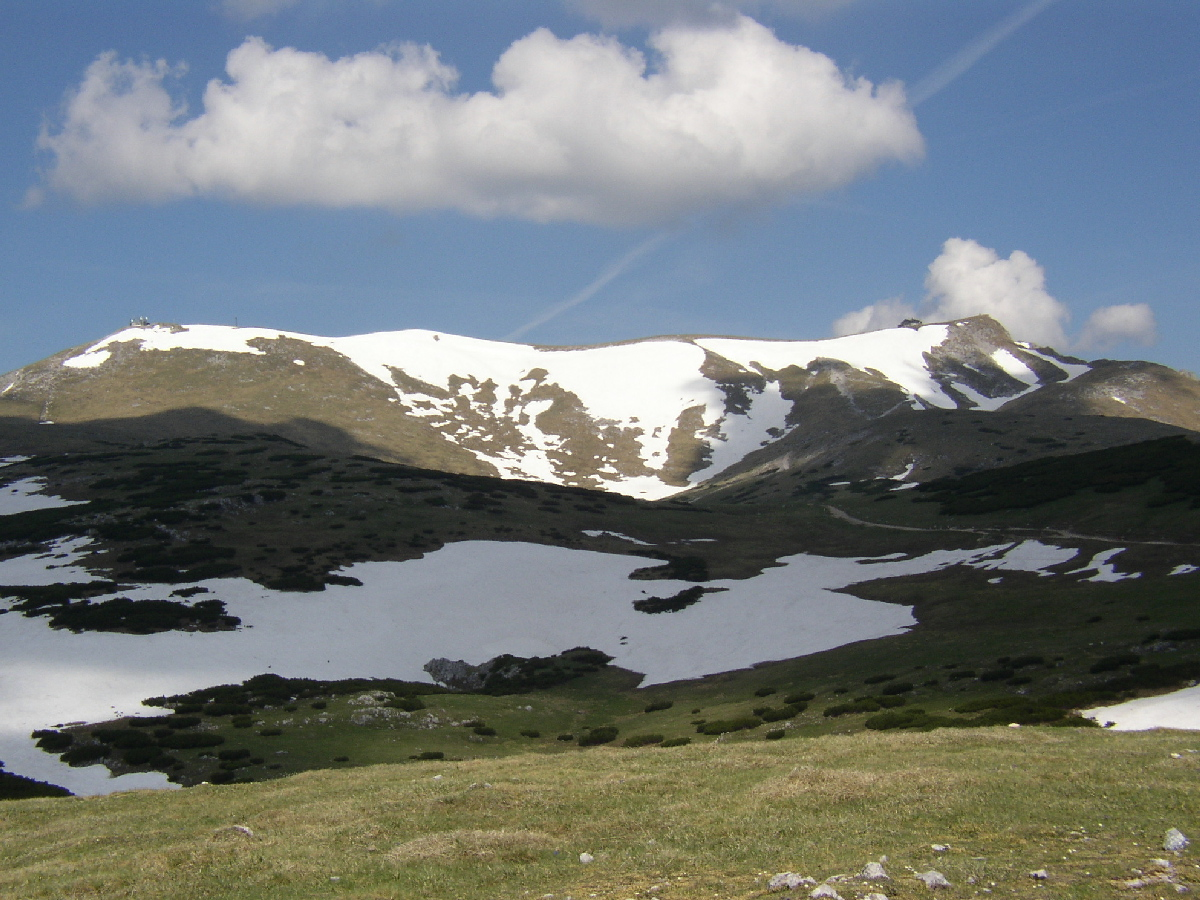
Der Schneeberg bei Wien

Danach reiste Kammerer nach Puchberg am Schneeberg, einem Erholungsgebiet in der Nähe von Wien, und verbrachte die Nacht im Hotel Rode (heute Schneeberghof). Am nächsten Vormittag machte er sich mit den zwei Hunden seiner Wirtin auf den Weg Richtung Himberg, wo er am Theresienfelsen die mitgebrachte Waffe zog. Er richtete sie mit der rechten auf seine linke Kopfseite und erschoss sich. Noch am selben Tag wurde er am Theresienfelsen tot aufgefunden. Die Beerdigung fand am 26. September 1926 auf dem Puchberger Friedhof statt.
Hans Leo Przibram blieb stets von der Echtheit der Kammererschen Beobachtungen überzeugt und äußerte sich in Privatgesprächen wiederholt, er glaube zu wissen, wer die Fälschung zur Kompromittierung Kammerers begangen habe, könne aber mangels hinreichender Beweise damit nicht an die Öffentlichkeit treten. Er schrieb im Nachruf:

„Es scheint ihm unmöglich, nochmals dasselbe zum Überdruss zu wiederholen, dieselben Versuche, denselben Anfeindungen ausgesetzt und so verwirklichte er diesmal, was er früher schon öfters angedroht hat. An seiner unseligen Tat vom 23. September 1926 haben sowohl seine zwiespältige Anlage wie die widrigen äusseren Faktoren teil.“

## Würdigung
Im Jahr 1930 wurde in Wien-Döbling (19. Bezirk) die Kammerergasse nach ihm benannt.

## Rezeption – Film, Theater, Literatur ...
- 1928 drehte der Regisseur Grigori Roschal den deutsch-sowjetischen Film Salamandra mit Unterstützung des Volkskommissars Anatoli Lunatscharski, der am Drehbuch beteiligt war und auch selbst im Film auftrat. Dessen Frau Natalja Rosenel spielte die weibliche Hauptrolle. Der Film endet mit Kammerers triumphaler Ankunft in der Sowjetunion.
- In Joshua Sobols Polydrama Alma – A Show Biz ans Ende (1996) tritt Paul Kammerer als Liebhaber Alma Mahlers in Erscheinung, wird vom Maler Oskar Kokoschka „Krötenficker“ genannt und als Vater ihres Kindes verdächtigt. Auch seine Obsession für die Geburtshelferkröte und seine Erfolge in der Sowjetunion werden in dem Stück thematisiert.[16]
- Im 2016 erschienenen Roman Krötenliebe der österreichischen Autorin Julya Rabinowich ist Paul Kammerer eine der drei Hauptfiguren (neben Alma Mahler-Werfel und Oskar Kokoschka).
- Michael Lichtwarck-Aschoff: Der Sohn des Sauschneiders oder ob der Mensch verbesserlich ist (Roman, 2019).
- Ralo Mayer (* 1976, Wien): Eine Serie von Ereignissen auf verschiedenen Zeitlinien bezüglich der Experimente von Paul Kammerer an der Biologischen Versuchsanstalt Wien, Video 22 min., Sound (englisch), gebrauchte Terrarien, Installation. Beitrag zu In Situ, Künstlerische Positionen zu bedrohter Biodiversität und dem Zusammenleben der Spezies. Galerie Rotor, Graz, 23. März – 18. Mai 2024.

## Publikationen
- 1899 bis 1908 verfasste Kammerer mehr als 130 Artikel, Beiträge und Forschungsberichte für die biologische Versuchsanstalt im Wiener Prater
- Über die Lebensweise der Spitzkopfeidechse (Lacerta oxycephala, Dum. Bibr.). In: Blätter für Aquarien- und Terrarienkunde. Stuttgart 1903
- Künstlicher Melanismus bei Eidechsen. 1906
- Vererbung erzwungener Farbänderungen I und II: Induktion von weiblichem Dimorphismus bei Lacerta muralis, von männlichem Dimorphismus bei Lacerta fiumana. 1910
- Mendelsche Regeln und Vererbung erworbener Eigenschaften. In: Verhandlungen des Naturforschenden Vereines in Brünn. 1911
- Über Erwerbung und Vererbung des musikalischen Talentes. 1912
- Natur – Bibliothek. Bestimmung und Vererbung des Geschlechts bei Pflanze, Tier und Mensch, Wie der Sterne Chor um die Sonne sich stellt, Die Meeressäugetiere. Thomas Verlag, Leipzig, um 1912
- Sind wir Sklaven der Vergangenheit oder Werkmeister der Zukunft? In: Schriftenreihe des Monistenbundes. Nr. 3, Wien 1913
- Genossenschaften von Lebewesen auf Grund gegenseitigen Vorteile (Symbiose). Mit 8 Bildtafeln. Strecker & Schröder, Stuttgart 1913
- Bestimmung und Vererbung des Geschlechtes bei Pflanze, Tier und Mensch. Mit 17 Abbildungen im Text. Theodor Thomas Geschäftsstelle der Deutschen Naturwissenschaftlichen Gesellschaft, Leipzig o. J. (ca. 1913)
- Zwei Jahre „Allgemeine Lebenslehre“. Cottage-Lyzeum 1913/1914
- Gefühl und Verstand. Sonderdruck der Monatsblätter der Deutschen Monistenbundes Ortsgruppe Hamburg, 1914
- Vererbung erzwungener Farbveränderungen VI. Das Farbkleid des Feuersalamanders (Salamandra maculosa Laur.) in seiner Abhängigkeit von der Umwelt. In: Biomedical and Life Sciences. Volume 12, Number 1, Dezember 1914, Springer, Berlin/Heidelberg 1914
- Allgemeine Biologie. (= Das Weltbild der Gegenwart. Ein Überblick über das Schaffen und Wissen unserer Zeit in Einzeldarstellungen). Mit 4 farbigen Tafeln und 85 Abb. Deutsche Verlags-Anstalt, Stuttgart 1915
- Die Schwarzfärbung der Inseleidechsen und ein neuer Erklärungsversuch von Robert Mertens. 1915
- Erbliche Anlastung. Wiener Urania 1916
- Naturforscherreisen zu den Felseneilanden Dalmatiens. Urania Bücherei, Wien 1917
- Geschlechtsbestimmung und Geschlechtsverwandlung. 1918
- Einzeltod, Völkertod, biologische Unsterblichkeit und andere Mahnworte aus schwerer Zeit. Wien und Leipzig, Anzengruber Verlag 1918
- Menschheitswende. Wanderungen im Grenzgebiet von Politik und Wissenschaft. Der Friede, Wien 1919
- Das Gesetz der Serie. Eine Lehre von den Wiederholungen im Lebens- und Weltgeschehen. Mit 8 Tafeln und 26 Abb. Deutsche Verlags-Anstalt, Stuttgart/Berlin 1919
- Lebensbeherrschung: Grundsteinlegung zur organischen Technik. Monistische Bibliothek 13, 1919
- Dunkeltiere im Licht und Lichttiere im Dunkel. Naturwissenschaften 13, 1920
- Entwicklungsmechanik der Seele. Der Freie Gendanke, Prag 1920
- Das biologische Zeitalter. Fortschritte der organischen Technik. Vlg. der Gruppen Währing-Döbling und Hernals des Vereines Freie Schule, Wien (ca. 1920)
- Über Verjüngung und Verlängerung des persönlichen Lebens. Die Versuche an Pflanze, Tier und Mensch gemeinverständlich dargestellt. Deutsche Verlagsanstalt, Stuttgart/Berlin 1921
- Hilfreiche Entlastung. In: Berliner Tageblatt. 1921
- Zufall. In: Der Abend. 1921
- Der Kreislauf des Geschehens. In: Berliner Tageblatt. 1921
- Welt-Widerhall Seele. In: Der Abend. 1921
- Jungbrunnen der Wissenschaft. In: Der Abend. ca. 1921
- Über Verjüngung und Verlängerung des persönlichen Lebens. Stuttgart 1921
- Breeding experiments on the inheritance of acquired characters. In: Nature. 12. Mai 1923
- The Inheritance of Acquired Characteristics. Boni and Liveright Publishers, New York 1924
- Neuvererbung oder Vererbung erworbener Eigenschaften. Erbliche Belastung oder erbliche Entlastung. Mit 44 Abb. Seifert Verlag, Stuttgart-Heilbronn 1925
- Das Rätsel der Vererbung. Grundlagen der allgemeinen Vererbungslehre. Ullstein, Berlin 1925
- Lebensweise der Eidechsen auf kleinsten Inseln. Stuttgart 1925
- Der Artenwandel auf Inseln und seine Ursachen ermittelt durch Vergleich und Versuch an den Eidechsen der Dalmatinischen Eilande. Wien & Leipzig, 1926
- Letter to the Moscow Academy. In: Science. 64, 1926
- Geschlecht, Fortpflanzung, Fruchtbarkeit. Eine Biologie der Zeugung (Genebiotik). Drei Masken Verlag, München 1927
- Das biologische Zeitalter: Fortschritte der organischen Technik. Monistische Bibliothek, Kleine Flugschriften des DMB Nr. 33, Hamburg 1922
- Wilhelm Bölsche zum sechzigsten Geburtstag. 1921
- Naturgeschichte der Straßenkämpfe: Zur Begründung einer mechanistischen Geschichtsauffassung. Der Friede, 1919
- Organische und soziale Technik. o. J.